# 佐々木順一朗
佐々木 順一朗（ささき じゅんいちろう、1959年11月10日 - ）は、宮城県出身の高校野球指導者及び社会科教員。仙台育英学園高校硬式野球部部長・監督を経て、現在は学校法人石川高校硬式野球部監督。

## 経歴
東北高等学校では甲子園にエースとして2回出場。2年生時の1976年夏の選手権では準々決勝に進むが、海星高の酒井圭一に抑えられ敗退。翌1977年春の選抜は2回戦で丸亀商に敗れる。同年夏の県予選でも決勝に進むが、肩を痛めており、1年下の薄木一弥（電電東北）にマウンドを譲り一塁手に回る。しかし仙台育英の大久保美智男に、延長12回の接戦の末0-1で完封を喫し、甲子園出場を逃す。高校同期に外野手の及川美喜男がいた。
早稲田大学に進学。卒業後は電電東北を経て1993年に仙台育英学園高等学校の硬式野球部部長に就任。1995年8月2日に竹田利秋監督が夏の甲子園（第77回大会）を最後に勇退することと自身が監督に就任することが発表された。旧名は佐々木 淳。
2001年の第73回選抜高等学校野球大会では、東北勢初の決勝進出を果たした（相手は常総学院高等学校で、6-7で惜敗した）。同年夏の第83回全国高等学校野球選手権大会にも出場したが、7月に起こった不祥事を報告しないまま出場したために、9月1日から6か月の謹慎処分を受け9月に辞任。2003年春に監督へ復帰した。2015年の第97回全国高等学校野球選手権大会に出場し、佐藤世那を擁して決勝まで進出したが、東海大相模高校との決勝では、小笠原慎之介と投げ合いながら139球で完投したものの、6-10で惜しくも敗れ東北の悲願全国制覇（白河の関越え）を逃した。春の甲子園に6回、夏の甲子園には13回出場。主な戦績は、春準優勝1回、夏準優勝1回、国体優勝1回、明治神宮野球大会優勝2回。
2017年12月6日同校野球部員が飲酒並びに喫煙をしていたことがわかり、12月10日に不祥事の責任を取る形で同校野球部監督を辞任し、翌年3月31日付で退職した。
2018年9月25日に学法石川の監督に就任することが発表された。同年11月9日から同校の指揮を執る。2023年秋は県3位で東北地区大会に導くと、各県の1位校を2校破り、4強入りを果たした。この結果も加味され、2024年春の第96回選抜高等学校野球大会に東北地区一般選考枠での出場を決めた。学法石川のセンバツ出場は33年ぶり4度目。なお、今大会から同枠は1枠増えて3枠になり、その3枠めに滑り込んだ形であった。これで佐々木は2つの高校での甲子園大会出場を果たすこととなる。

## 指導方針
モットーは「本気になれば世界が変わる」で、夏の甲子園に仙台育英が出場する年の『週刊朝日』の甲子園増刊号に掲載される監督紹介では、過去に何度もこの言葉が紹介された。
自身は選手の勧誘は一切行なっておらず、有望中学生であってもプレーを見ない。また野球留学についても否定的である。

## 指導した主な選手
- 中濱裕之（近鉄、巨人）
- 志田宗大（ヤクルト）
- 新沼慎二（横浜）
- 眞山龍（西武）
- 星孝典（巨人、西武）
- 菊池俊夫（オリックス）
- 中谷翼（広島）
- 矢貫俊之（日本ハム、巨人）
- 佐藤由規（ヤクルト、楽天）
- 橋本到（巨人、楽天）
- 佐藤貴規（ヤクルト）
- 木村謙吾（楽天）
- 松原聖弥（巨人、西武）
- 上林誠知（ソフトバンク、中日）
- 馬場皐輔（阪神、巨人）
- 熊谷敬宥（阪神）
- 梅津晃大（中日）
- 平沢大河（ロッテ、西武）
- 佐藤世那（オリックス）
- 郡司裕也（中日、日本ハム）
- 西巻賢二（楽天、ロッテ、横浜）

## 著書
- 『本気にさせる言葉力』（2016年：ベースボール・マガジン社） ISBN 978-4583110233